# Шоссе 25 (Израиль)
Шоссе 25 (ивр. כביש 25‎ , англ. Highway 25) — израильское шоссе, проходящее по южной части Израиля в районе Негев. 
Шоссе начинается северо-западу от Нахаль Оз на границе с сектором Газа, и проходит через города Нетивот, Беэр-Шева и Димона. Далее шоссе 25 продолжается на юго-восток в сторону пустыни Арава, где недалеко от Мёртвого моря заканчивается на пересечении с шоссе 90. Длина шоссе составляет по оценкам израильского министерства транспорта 172 км и 780 метров.

## Перекрёсткииразвязки
| Километр | Название                                  | Тип | Расположение  | Пересечение дорог      |
| -------- | ----------------------------------------- | --- | ------------- | ---------------------- |
| 0        | ивр. מעבר גבול נחל עוז‎ (КПП Нахаль Оз)    |     | Нахаль Оз     | Въезд на КПП           |
| 1.3      | ивр. צומת נחל עוז‎ (перекрёсток Нахаль Оз) |     | Нахаль Оз     | Въезд в Нахаль Оз      |
| 4        | ивр. צומת סעד‎ (перекрёсток Сэад)          |     | Нахаль Оз     | Шоссе 232              |
| 7.5      | ивр. צומת זמרת‎ (перекрёсток Замерет)      |     | Замерет       | Въезд в Замерет        |
| 9        | ивр. צומת ללא שם‎ (перекрёсток без имени)  |     | Ткума         | Въезд в Ткума          |
| 13.5     | ивр. צומת נתיבות‎ (перекрёсток Нетивот)    |     | Нетивот       | Шоссе 34               |
| 15.5     | ивр. צומת הגדי‎ (перекрёсток ха-Гади)      |     | Бейт ха-Гади  | Шоссе 293              |
| 20       | ивр. צומת תדהר ‎ (перекрёсток Тидхар)      |     | Тидхар        | Въезд в город          |
| 22.5     | ивр. צומת ללא שם‎ (перекрёсток без имени)  |     | Тидхар        | Въезд в город          |
| 25.5     | ивр. צומת גילת‎ (перекрёсток Гилат)        |     | Гилат         | Шоссе 241              |
| 29       | ивр. צומת ללא שם‎ (перекрёсток без имени)  |     | Тифрах        | Въезд в город          |
| 32       | ивр. צומת הנשיא‎ (перекрёсток ха-Наси)     |     | Эшель ха-Наси | / Шоссе 31 / Шоссе 264 |